# 桜井綾
桜井 綾（さくらい あや）は、日本の女性漫画家。兵庫県神戸市出身・在住。

## 経歴
デビュー作は吸血鬼ものである1999年の『吸血鬼にラブソングを』（『COMICマオ』掲載）。主として、晋遊舎の『COMICマオ』や『COMICポプリクラブ』、コアマガジンの『漫画ばんがいち』などに作品を発表していた。そのときのはやりのドラマや小説に影響されることが多いという。百合や巫女、学園ものなどの純愛路線の作品を描く。くノ一や花魁、遊女にも関心があるという。

## 作品リスト

### 単行本
- 『My Sweet Plum』 2003年5月（2003年3月発売）、晋遊舎〈晋遊舎コミックス〉、ISBN 4-88380-335-X
  - 『COMICマオ』・『COMICポプリクラブ』発表作品を収録
- 『ヤミと帽子と本の旅人 〜ロマンス〜』 2003年12月19日発売[4]、角川書店『コンプティーク』連載、〈角川コミックス・エース〉、ISBN 4-04-713593-3

### 読み切り
- 吸血鬼にラブソングを （COMICマオ 1999年Vol.4） ※デビュー作
- LOVE TEACHER （COMICマオ 1999年Vol.6）
- 約束 （COMICマオ 1999年Vol.8）
- Like a flower （COMICマオ 1999年vol.12）
- Cool So Rock（COMICマオ 1999年vol.17）
- 月光夜話 （漫画ばんがいち 2000年12月号）
- PURE SOUL （漫画ばんがいち 2001年4月号）
- 扉 （漫画ばんがいち 2001年8月号）
- BE WITH YOU （COMICポプリクラブ 2001年7月号）
- Weak Point （COMICポプリクラブ 2001年12月号）
- LOVE PASSWORD （漫画ばんがいち 2002年2月号）
- ETERNALFLAME 前・後 （COMICコミックポプリクラブ 2002年5・6月号）
- 'cause I Love You （漫画ばんがいち 2002年11月号）
- Everlasting （漫画ばんがいち 2003年2月号）
- ささやきは薔薇の下で （マガジン・マガジン『百合姉妹』Vol.5、2004年11月）